# Locomotiva SNCF BB 26000
Le locomotive gruppo BB 26000 sono una serie di locomotive elettriche SNCF soprannominate "Sybic" contrazione di "Synchrone" e "Bicourant".

## Storia
Dopo la consegna nel 1986 dell'ultima BB 22200, la SNCF si apprestò a ricevere una nuova serie di locomotive bicorrente universali, cioè in grado di trainare sia treni passeggeri veloci a 200 km/h e treni merci pesanti.
Le macchine dovevano quindi avere un'elevata potenza disponibile sia a 1,5 kV in corrente continua sia a 25 kV 50 Hz ed essere in grado di trainare un treno passeggeri da 750 tonnellate (16 carrozze) a 200 km/h su una pendenza del 2,5‰ o un treno merci da 2050 tonnellate a 80 km/h su una pendenza dell'8,8‰. Nel 1988 sono state consegnate le prime cinque macchine di preproduzione. La macchina 26001 ha lasciato la fabbrica all'inizio del 1988 ed è stata consegnata il 1 aprile 1988, cui seguiranno la 26002 (6 maggio), la 26003 (10 maggio), la 26004 (1 luglio ) e la 26005 il 1 settembre dello stesso anno. Seguirono anni di consegne intense, con un massimo di quattro macchine al mese.
Delle 264 locomotive ordinate, solo 234 sono state consegnate; le ultime 30 sono diventate, con modifica del contratto, le prime 30 BB 36000; le ultime cinque 26000 vennero consegnate nel 1998, con l'ultima (26234) entrata in servizio il 23 luglio 1998.
Nel giugno 2000 la locomotiva 26084 è stata coinvolta in un incidente causato da un sabotaggio nei pressi di Chasse-sur-Rhône ed è stata ritirata dal servizio.

## Caratteristiche
Le "Sybic" sono le ultime locomotive elettriche monomotore a carrello della SNCF. La motorizzazione utilizzata è la stessa del TGV Atlantique sviluppato nello stesso periodo con motore sincrono che sviluppa una potenza di 5.600 kW inferiore ai 5.900 kW delle CC 6500, ma con le BB 26000 molto più leggere con un peso di 90 t contro le 116 tonnellate delle CC 6500.